# 荷蘭侏儒兔
荷蘭侏儒兔（荷蘭語：Kleurdwerg）是體型最小的家兔，起源於荷蘭，簡稱侏儒兔。荷蘭侏儒兔重1.1—2.5磅（0.50—1.13），是最小的兔子品種之一。由於其小巧可愛的外貌，使得它在寵物界非常流行，並被美國兔類養殖協會和英國兔子協會認可。經常有人把荷蘭侏儒兔和波蘭兔混淆，實際上波蘭的耳朵和頭部更長，並且沒有侏儒兔強壯。

## 歷史
荷蘭侏儒兔最早於20世紀初期在荷蘭被培育成功，是由波蘭兔和德國小野兔雜交而成。經過幾代培育之後，侏儒兔的體型越來越小，顏色和花紋也變得更為多樣。侏儒兔於1948年首次引入英國。20世紀60至70年代，美國引入了第一批荷蘭侏儒兔，並且美國兔類養殖協會對英國的繁殖標準進行了一定的修改，認可了這一品種。
早期的侏儒兔都比較好鬥，而且怕人，並不適合作為寵物。然而經過長期培育，侏儒兔已經變得非常溫順了，不過和其他寵物兔相比非常活泼。

## 外貌
顾名思义，侏儒兔通常非常小，脸型也非常圆润。同时成年侏儒兔毛发不长，给人一种可爱的感觉。

## 图册

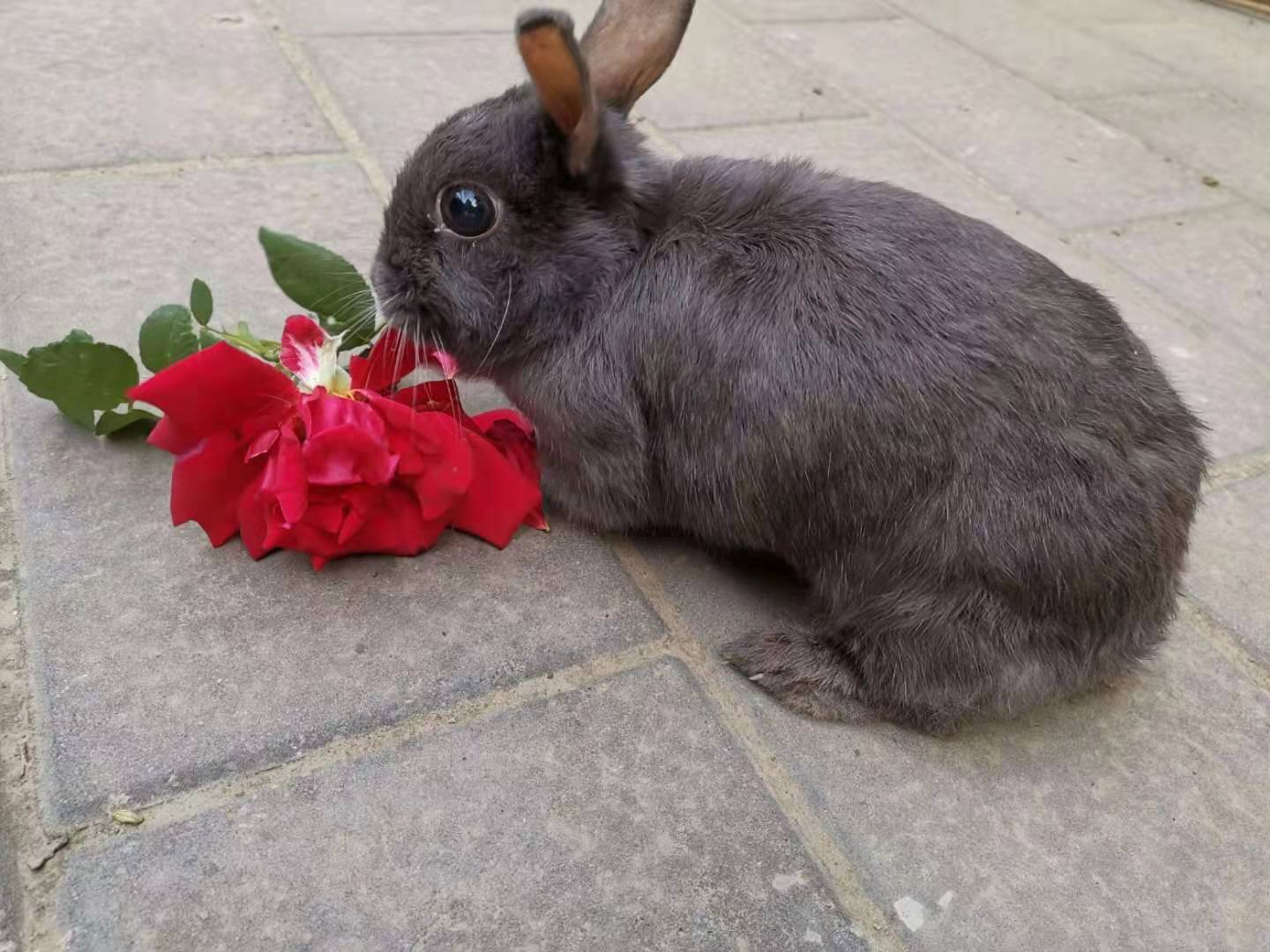
侏儒兔和玫瑰花
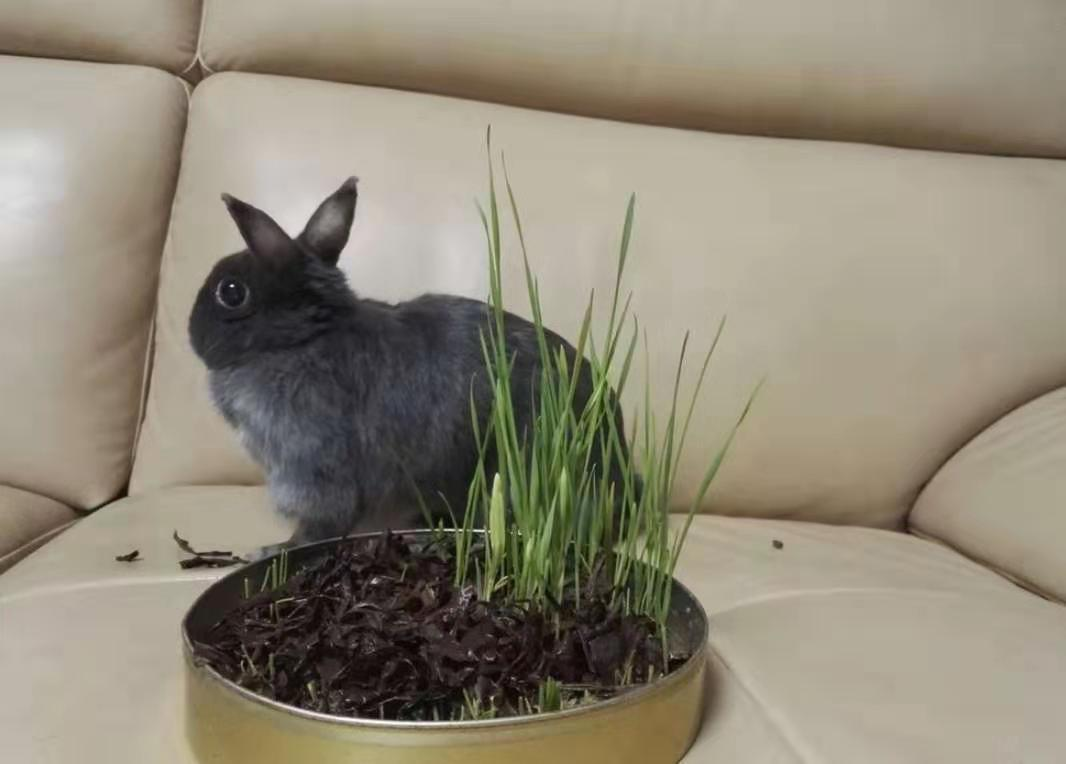
侏儒兔和乔麦苗
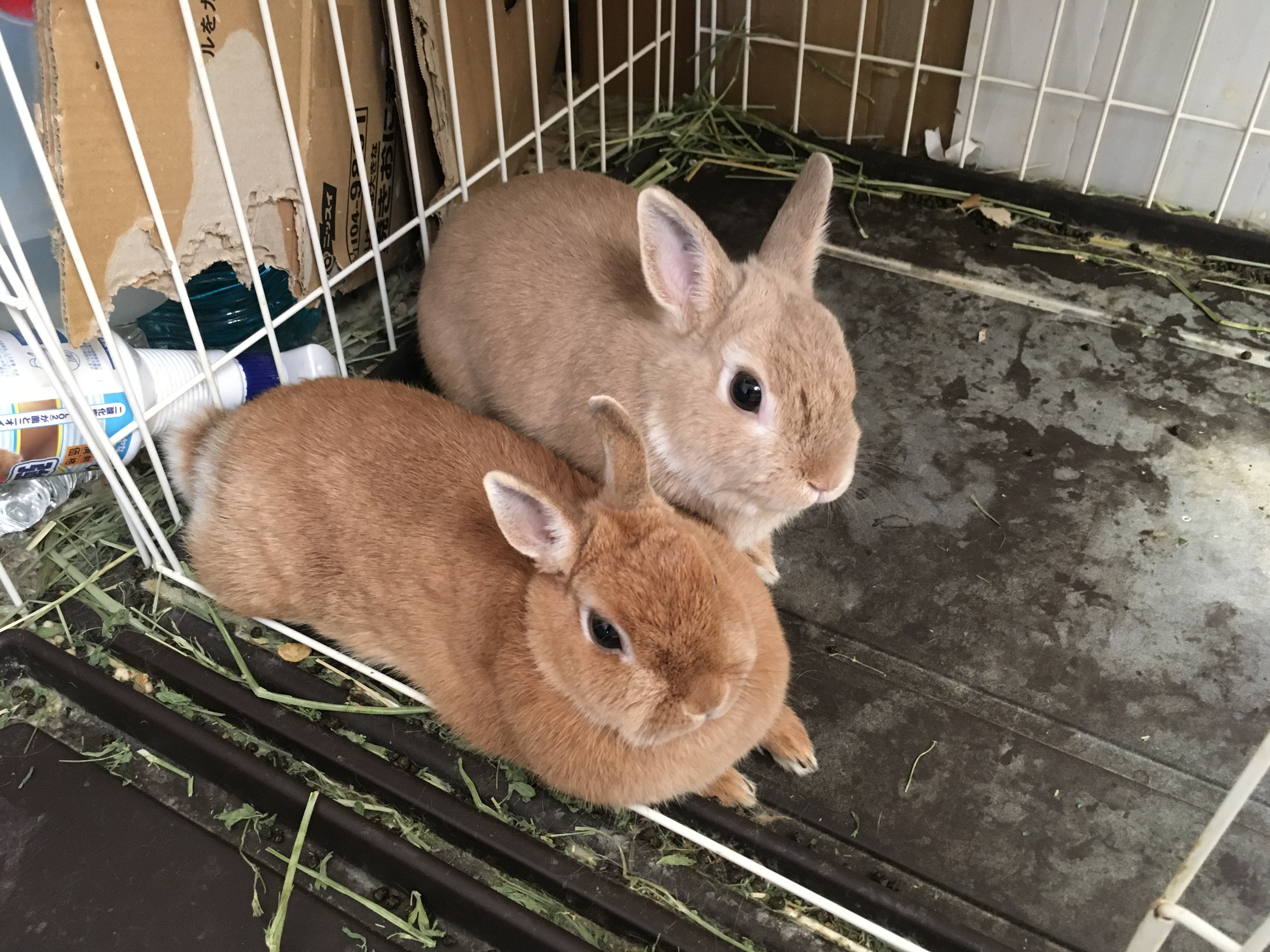
咀嚼植物的侏儒兔
- 黄色侏儒兔